# Proclamation de Felipe VI
Pour les investitures des autres rois d'Espagne, voir Investiture des rois d'Espagne.

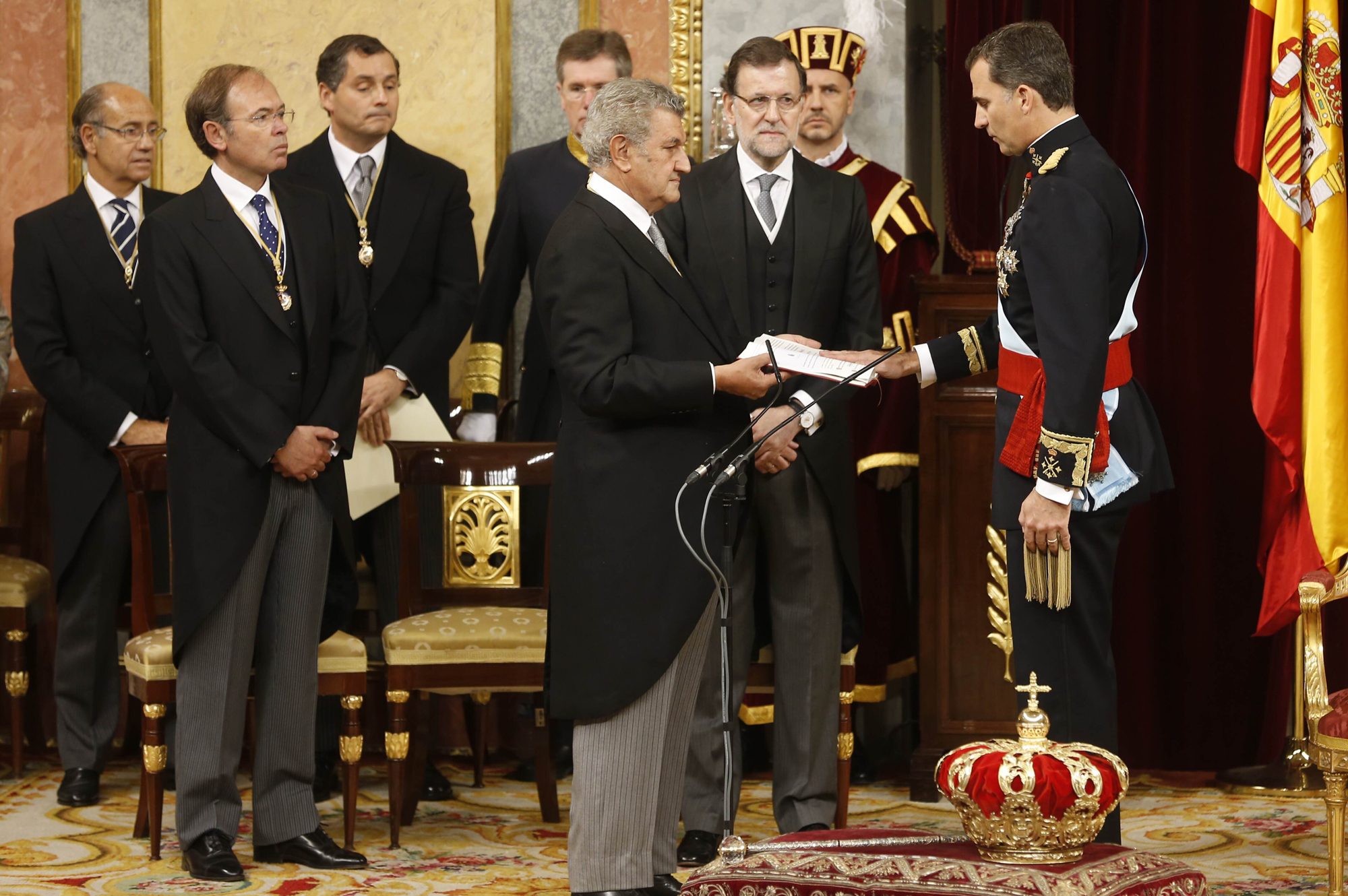
Prestation de serment de Felipe VI.

La proclamation de Felipe VI, qui a lieu le jeudi 19 juin 2014, est l'acte solennel par lequel, devant les Cortes Generales, le roi Felipe VI d'Espagne prête serment de respecter la Constitution. Son accession au trône a lieu le même jour, lorsque la loi organique no 3/2014, du 18 juin, est entrée en vigueur, rendant effective l'abdication de Juan Carlos Ier.

## Déroulement
Felipe VI devient le nouveau roi d'Espagne à l'entrée en vigueur de la loi organique no 3/2014, du 18 juin, qui régit l'abdication du roi Juan Carlos Ier. Les actes de proclamation de Felipe VI comme roi d'Espagne le jeudi 19 juin 2014 sont les suivants.

### Remise de l'écharpe de capitaine général
Dans la salle des audiences du palais de la Zarzuela, le père du nouveau roi lui remet l'écharpe rouge de capitaine général des Forces armées à 9 h 30. Felipe VI, désormais en uniforme, conformément à sa fonction militaire, assume ainsi le commandement suprême de l'armée de terre, de la marine et de l'armée de l'air. La cérémonie se déroule en présence de plusieurs membres de la famille royale et des plus hautes autorités des forces armées telles que le ministre de la Défense, le chef d'État-major des armées et les chefs d'État-major des trois armées.

### Serment devant les Cortes Generales

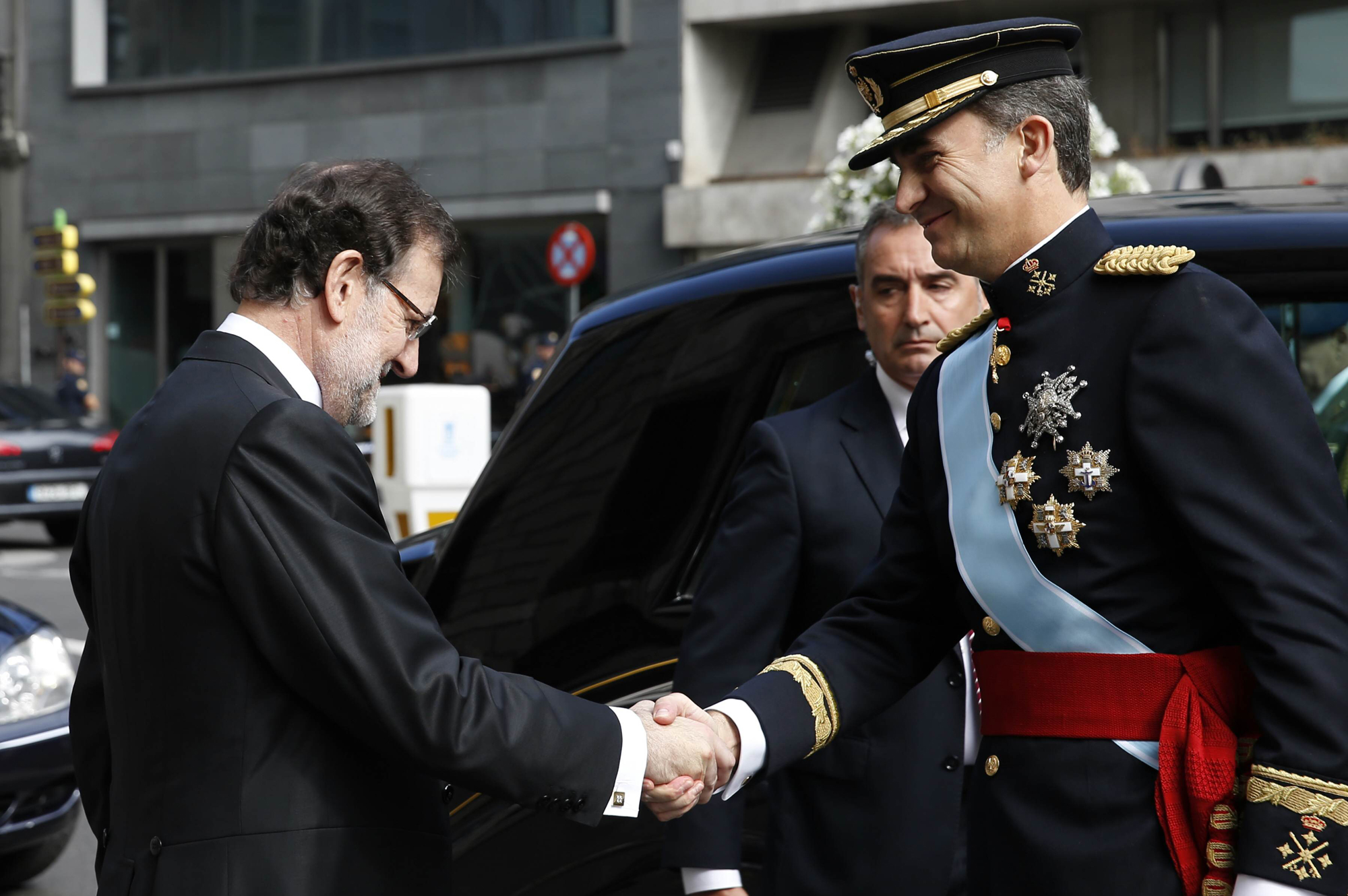
Le chef du gouvernement Mariano Rajoy s'incline devant le roi Felipe VI à son arrivée aux Cortes.

Le roi Felipe VI et la reine Letizia, accompagnés de leurs filles, la princesse des Asturies et l'infante Sofía, quittent en voiture le palais de la Zarzuela pour se rendre au palais des Cortès. Vers 10 h 30, ils sont accueillis par le président du gouvernement et le chef d'État-major des armées. Là, ils reçoivent les honneurs militaires, avec l'exécution de l'hymne espagnol dans sa version intégrale. Le roi passe en revue les troupes présentes, composées de membres des trois armées et de la Garde civile.
Sur le perron de l'entrée principale, surmonté d'un auvent avec les armoiries de l'Espagne, ils sont accueillis par les présidents du Congrès des députés et du Sénat. Le cortège, emmené par les sergents d'armes des Cortes, entre alors dans le bâtiment par la porte des Lions qui ne s'ouvre qu'à de rares occasions. À l'intérieur, le roi et la reine saluent les présidents du Tribunal constitutionnel et du Conseil général du pouvoir judiciaire, les membres des chambres parlementaires et du gouvernement.
Le roi et la reine font ensuite leur entrée dans l'hémicycle où se sont réunis les membres des Cortes Generales (députés et sénateurs) et le gouvernement. Parmi les invités se trouvent les anciens présidents du gouvernement et les présidents des communautés autonomes. Sont également présents des proches du roi Felipe, comme la reine Sophie, l'infante Elena, les infantes Pilar et Margarita et son époux, le duc de Soria, l'ex-roi Constantin II et l'ex-reine Anne-Marie de Grèce, l'infant Charles et son épouse la princesse Anne de France, ainsi que le neveu du roi, Felipe de Marichalar. La famille de la reine Letizia assiste également à l'événement depuis les tribunes de l'hémicyle. Juan Carlos Ier n'assiste pas à la proclamation de son fils.
Depuis une estrade spécialement transformée pour l'occasion et sur laquelle ont été placés la couronne tumulaire et le sceptre royal, le président du Congrès des députés ouvre la séance par des mots de remerciement aux monarques précédents, le roi Juan Carlos Ier et la reine Sophie. Il évoque également la consolidation de la monarchie parlementaire au cours des quatre décennies du règne de Juan Carlos et exprime son soutien et sa collaboration pour que le nouveau règne soit fructueux.
Le président de la chambre basse procède ensuite à la prestation de serment de Felipe VI, qui prononce les mots suivants :
« Juro desempeñar fielmente mis funciones, guardar y hacer guardar la Constitución y las leyes y respetar los derechos de los ciudadanos y de las comunidades autónomas. »
« Je jure de remplir fidèlement mes fonctions, de respecter et faire respecter la Constitution et les lois et de respecter les droits des citoyens et des régions autonomes. »

### Message du roi lors de sa proclamation
L'un des moments les plus importants de la journée est le message adressé par le roi aux membres des deux chambres parlementaires espagnoles. Il y exprime la reconnaissance de la Couronne devant les dépositaires de la souveraineté nationale. Il montre son espoir dans l'avenir de l'Espagne, qu'il définit comme une grande nation qu'il aime, en laquelle il croit et qu'il admire. Il y fait l'éloge du dévouement de ses parents, le roi Juan Carlos Ier et la reine Sophie, pour leurs 50 années au service de l'Espagne.
Il exprime sa fidélité à la Constitution espagnole et aux valeurs sur lesquelles repose la coexistence démocratique, et souligne que la Couronne doit jouer un rôle d'intégration avec les différentes positions idéologiques. Il souhaite que la Couronne soit plus proche des citoyens et gagne leur respect par une conduite intègre et honnête, exprimant la volonté de montrer une monarchie renouvelée dans des temps nouveaux et d'être un point de rencontre de la cohésion nationale.
Au cours de son discours, il rend hommage aux victimes du terrorisme. En ce qui concerne la situation sociale, Felipe VI déclare que les familles les plus vulnérables doivent être protégées et que l'obtention d'un emploi doit être une priorité de l'État. Au sujet de la diversité territoriale de l'Espagne, le roi parle du respect des différentes langues qui forment un patrimoine commun et évoque la nécessité de regarder vers l'avenir en préservant les principes de coexistence, avec le désir d'un pays où les ponts de la compréhension ne soient pas rompus. Le roi Felipe VI exprime, enfin, son souhait de voir les citoyens reprendre confiance dans les institutions.
Il termine son discours en exprimant ses remerciements en espagnol, catalan, basque et galicien.

### Défilé militaire
Les cérémonies au palais des Cortès se terminent à l'extérieur du bâtiment par un défilé militaire en l'honneur du nouveau chef de l'État espagnol. Un total de 814 soldats et gardes civils y participent et défilent le long de la Carrera de San Jerónimo (es) vers la Plaza de Cánovas del Castillo (es). Le bataillon mixte est composé de quatre compagnies des trois armées (l'armée de terre, l'armée de l'air et la marine) et de la Garde civile.

### Cortège dans les rues de Madrid
Pour le passage du nouveau roi dans les rues de Madrid, un important dispositif de sécurité est mis en place. Quelque 7 000 agents sont déployés dans la ville, dont 2 672 gardes civils, et environ 4 300 agents de la police nationale et municipale, parmi lesquels 2 100 agents de la police antiémeute, 120 tireurs d'élite et d'autres agents de la police nationale appartenant à diverses unités telles que le GEO. L'espace aérien est fermé, le niveau d'alerte antiterroriste est relevé, l'accès aux infrastructures considérées comme critiques est restreint et un mécanisme de surveillance spécial est organisé sur les réseaux sociaux,.
Quittant le palais des Cortès, le roi et la reine sont conduits dans une Rolls-Royce ancienne décapotable jusqu'au palais royal en traversant des rues décorées pour l'occasion avec près de 16 000 fleurs et quelque 120 000 drapeaux espagnols, distribués par la mairie dans toute la ville, ainsi qu'aux participants,. Le cortège passe par le Paseo del Prado, la rue d'Alcalá, la Gran Vía, la place d'Espagne et la place de l'Orient. Le nouveau roi reste debout tout au long du parcours, saluant le public présent. À leur arrivée sur la place, le roi et la reine sont accueillis par le bataillon mixte de la Garde royale, 21 coups de canon et l'hymne national sous les applaudissements de la foule. La famille royale, rejointe par Juan Carlos et Sophie, sort ensuite sur le balcon central du palais pour saluer les personnes présentes sur la place de l'Orient.
Il n'existe pas de chiffres officiels sur le nombre de personnes qui ont assisté au cortège royal dans les rues de Madrid, ce qui suscite une certaine controverse. Alors que certains médias parlent de plusieurs milliers de personnes dans les rues, soulignant l'enthousiasme avec lequel la foule de la place de Callao a acclamé les forces de sécurité, et font l'éloge de la cérémonie, d'autres font état d'une faible affluence, notant qu'à certains points du défilé, le public était à peine visible et que même dans les zones les plus fréquentées, telle la Gran Vía, il était parfaitement possible de se trouver en première ligne. À la télévision, 18,2 millions de personnes regardent l'émission spéciale de TVE sur la proclamation, soit 40,9 % de la population, dont 2,5 millions ont regardé la cérémonie aux Cortes Generales ; la plateforme rtve.es enregistre 2,3 millions de visiteurs uniques, soit une part d'audience en ligne supérieure de 26 % à celle enregistrée pour la finale de la ligue des champions ou la finale de la Coupe du Roi, ce qui est un record,.
D'autre part, plusieurs manifestations à caractère républicain sont interdites dans certains quartiers de Madrid, empêchant le déploiement de drapeaux républicains dans les zones du parcours du roi, tant par des particuliers que sur les balcons environnants. Quelque 500 personnes manifestent néanmoins dans la capitale, dont trois sont arrêtées après avoir tenté de franchir le cordon de police. Tous ces aspects de la journée sont également relayés par les médias nationaux et internationaux. Les médias internationaux insistent sur la simplicité de la proclamation, la qualifiant de « digne et exemplaire » dans le contexte économique que connaît le pays.

### Réception au palais royal
Dans les salons du palais royal, le roi Felipe VI et la reine Letizia reçoivent quelque 2 000 invités, dont les plus hauts responsables des institutions de l'État et des représentants de la société civile en général, comme le musicien Alejandro Sanz, le matador Enrique Ponce ou le basketteur Pau Gasol.